# Paula van der Oest
Paula van der Oest, née en 1965 à Laag-Soeren aux Pays-Bas, est une réalisatrice néerlandaise.

## Biographie
Paula van der Oest est marié avec l'acteur et réalisateur Theu Boermans avec qui elle a eu deux enfants. Elle est la mère de l'acteur Thijs Boermans et la belle-mère du réalisateur et producteur Bobby Boermans.

## Filmographie
- 1988 : Zinderend
- 1996 : Always yours, for never
- 1996 : De nieuwe moeder
- 1998 : De trip van Teetje
- 1999 : Link spel
- 2001 : Zus et Zo
- 2002 : Moonlight
- 2004 : Verborgen gebreken
- 2008 : Tiramisu
- 2008 : Wijster
- 2009 : Het boekje van Ellen
- 2012 : Ingrid Jonker
- 2011 : Mixed Up
- 2012 : The Domino Effect
- 2014 : Lucia de B.
- 2015 : Noord Zuid
- 2016 : The Afghan
- 2016 : Tonio (nl)
- 2017 : Kleine IJstijd
- 2019 : Rotterdam, I Love You
- 2020 : La Baie du silence (The Bay of Silence)
- 2021 : Love in a Bottle

## Crédit d'auteurs
- (nl) Cet article est partiellement ou en totalité issu de l’article de Wikipédia en néerlandais intitulé « Paula van der Oest » (voir la liste des auteurs).